# ریلاینت انرژی
ریلاینت انرژی (انگلیسی: Reliant Energy) شرکت برق آمریکایی است، که در سال ۲۰۰۰ تأسیس شد.